# Championnat du Qatar de football 2011-2012
Navigation
Saison précédente Saison suivante
La saison 2011-2012 du Championnat du Qatar de football est la quarante-huitième édition du championnat national de première division au Qatar. Les douze meilleures équipes du pays sont regroupées au sein d'une poule unique où elles s'affrontent deux fois au cours de la saison, à domicile et à l'extérieur. En fin de saison, l'avant-dernier du classement dispute un barrage de promotion-relégation face au 2e de D2 tandis que le dernier est directement relégué.
C'est le tenant du titre, Lekhwiya Sports Club, qui remporte à nouveau la compétition après avoir terminé en tête du classement final, avec deux points d'avance sur Al-Jaish SC, promu de deuxième division, et quatre sur Al-Rayyan SC. C'est le deuxième titre de champion du Qatar de l'histoire du club.

## Qualifications continentales
Les trois premiers du championnat ainsi que le gagnant de la Coupe du Qatar se qualifient pour la Ligue des champions. Si un club réalise le doublé, c'est le 4e du classement qui obtient sa qualification. 
De plus, deux autres équipes participent à la Coupe des clubs champions du golfe Persique.

## Les clubs participants
| - Al-Rayyan SC - Al-Arabi Sports Club - Al-Jaish - Promu de D2 - Al-Khor Sports Club - Al-Gharafa Sports Club - Al Ahly Doha | - Qatar SC - Sadd Sports Club - Umm Salal SC - Al Kharitiyath Sports Club - Lekhwiya Sports Club - Al-Wakrah Sports Club |

## Compétition

### Classement
Le classement est établi sur le barème de points classique (victoire à 3 points, match nul à 1, défaite à 0).
| Rang | Équipe                     | Pts | J  | G  | N  | P  | Bp | Bc | Diff |
| ---- | -------------------------- | --- | -- | -- | -- | -- | -- | -- | ---- |
| 1    | Lekhwiya Sports ClubT      | 43  | 22 | 12 | 7  | 3  | 36 | 16 | +20  |
| 2    | Al-JaishP                  | 41  | 22 | 12 | 5  | 5  | 48 | 24 | +24  |
| 3    | Al-Rayyan SC               | 39  | 22 | 10 | 9  | 3  | 49 | 26 | +23  |
| 4    | Sadd Sports Club           | 36  | 22 | 10 | 6  | 6  | 35 | 24 | +11  |
| 5    | Al-Khor Sports Club        | 32  | 22 | 9  | 5  | 8  | 30 | 29 | +1   |
| 6    | Al-Gharafa Sports ClubC    | 31  | 22 | 8  | 7  | 7  | 26 | 27 | -1   |
| 7    | Al-Wakrah Sports Club      | 28  | 22 | 8  | 4  | 10 | 30 | 37 | -7   |
| 8    | Al Kharitiyath Sports Club | 25  | 22 | 5  | 10 | 7  | 23 | 34 | -11  |
| 9    | Al-Arabi Sports Club       | 24  | 22 | 4  | 12 | 6  | 19 | 28 | -9   |
| 10   | Qatar SC                   | 24  | 22 | 6  | 6  | 10 | 32 | 46 | -14  |
| 11   | Umm Salal SC               | 20  | 22 | 4  | 8  | 10 | 20 | 32 | -12  |
| 12   | Al Ahly Doha               | 12  | 22 | 3  | 3  | 16 | 23 | 49 | -26  |

|  | Qualification pour la Ligue des champions de l'AFC 2013                |
|  | Qualification pour la Coupe du golfe des clubs champions 2012-2013     |
|  | Participation au barrage de promotion-relégation                       |
|  | Relégation directe en deuxième division                                |
|  | T : Tenant du titre C : Vainqueur de la Coupe du Qatar P : Promu de D2 |

### Matchs
| Résultats (▼dom., ►ext.)   | Sadd | Rayy | Ghar | Qata | UmmS | Khor | Wakr | Khar | Arab | Jais | Lekh | Ahli |
| Sadd Sports Club           |      | 0-0  | 0-0  | 3-3  | 4-1  | 3-1  | 3-1  | 1-1  | 4-1  | 1-1  | 1-2  | 1-0  |
| Al-Rayyan SC               | 2-1  |      | 1-1  | 2-2  | 0-0  | 0-1  | 1-0  | 2-2  | 3-0  | 4-4  | 3-1  | 3-0  |
| Al-Gharafa Sports Club     | 3-1  | 1-5  |      | 2-0  | 0-1  | 0-2  | 2-1  | 0-0  | 1-1  | 1-0  | 0-0  | 2-2  |
| Qatar SC                   | 1-0  | 2-8  | 0-2  |      | 2-1  | 2-1  | 1-2  | 3-0  | 3-3  | 1-2  | 0-0  | 1-0  |
| Umm Salal SC               | 1-3  | 1-1  | 1-2  | 4-3  |      | 1-2  | 0-0  | 1-1  | 1-1  | 1-0  | 0-0  | 3-0  |
| Al-Khor Sports Club        | 1-1  | 0-0  | 2-1  | 0-0  | 2-0  |      | 2-3  | 1-2  | 2-2  | 0-2  | 0-2  | 0-1  |
| Al-Wakrah Sports Club      | 0-2  | 1-3  | 1-0  | 5-1  | 3-0  | 1-1  |      | 2-1  | 0-1  | 1-6  | 0-1  | 2-2  |
| Al Kharitiyath Sports Club | 0-1  | 1-4  | 2-3  | 2-1  | 2-1  | 1-3  | 0-0  |      | 0-0  | 0-6  | 1-1  | 2-1  |
| Al-Arabi Sports Club       | 1-0  | 1-1  | 0-0  | 0-0  | 0-0  | 2-3  | 3-2  | 0-0  |      | 0-3  | 1-1  | 2-0  |
| Al-Jaish SC                | 2-1  | 3-2  | 4-1  | 3-2  | 0-0  | 0-2  | 4-0  | 1-1  | 1-0  |      | 2-3  | 1-2  |
| Lekhwiya Sports Club       | 0-1  | 2-1  | 2-0  | 3-0  | 3-1  | 4-0  | 1-2  | 1-1  | 3-0  | 1-1  |      | 1-0  |
| Al Ahly Doha               | 2-3  | 2-3  | 1-4  | 3-4  | 3-1  | 1-3  | 2-3  | 1-4  | 0-0  | 0-2  | 0-4  |      |

#### Barrage de promotion-relégation
Le 11e affronte le vice-champion de deuxième division lors d'un barrage afin de connaître le dernier club qui participera à la prochaine saison parmi l'élite.
| Équipe 1     | Résultat   | Équipe 2         |
| ------------ | ---------- | ---------------- |
| Umm Salal SC | 1 - 0 a.p. | (D2) Muaither SC |

## Bilan de la saison
| Championnat du Qatar de football 2011-2012                        |                                 |
| Champion                                                          | Lekhwiya Sports Club (2e titre) |
| Coupes et trophées                                                |                                 |
| Vainqueur de la Coupe du Qatar 2011-2012                          | Al-Gharafa Sports Club          |
| Qualifications continentales                                      |                                 |
| Ligue des champions de l'AFC 2013                                 | Lekhwiya Sports Club            |
| Ligue des champions de l'AFC 2013                                 | Al-Jaish SC                     |
| Ligue des champions de l'AFC 2013                                 | Al-Rayyan SC                    |
| Ligue des champions de l'AFC 2013                                 | Al-Gharafa Sports Club          |
| Coupe du golfe des clubs champions 2012-2013                      | Al Kharitiyath Sports Club      |
| Coupe du golfe des clubs champions 2012-2013                      | Al-Khor Sports Club             |
| Promotions et relégations                                         |                                 |
| Promus en Qatar Stars League                                      | Al-Sailiya Sports Club          |
| Relégués en Championnat du Qatar de football de deuxième division | Al Ahly Doha                    |